# Maxime Fontaine
Œuvres principales
- cycle d'Ézoah
- Série "Les 100 visages de Soryan Nesh"[2]
- Série "Sorciers"
- Série "Les Enquêtes de Milady"

Maxime Fontaine, né le 9 mars 1975 à Seclin dans le département du Nord, est un romancier, scénariste et dessinateur blogueur français.

## Biographie
Après des études à Arras, puis au Lycée Fénelon de Paris, il s’installe à Béthune, où il commence ses activités créatives.
Avec Bertrand Ferrier, il publie Le Cycle d'Ézoah, leur première trilogie, chez Intervista, dans la collection « Cinemascope », qui s'est vendue à 20 000 exemplaires.
Après le thriller historique Mes vies à l'envers, qui traite de réincarnation, il invente en 2019 la série fantastico-policière "Les 100 visages de Soryan Nesh", où l'on voit un enquêteur indien volubile et mystérieux incarner tour à tour différents personnages de la littérature classique, de Cyrano de Bergerac à Sherlock Holmes, en passant par Barbe Noire ou Dracula.
En 2021, chez Gulf Stream éditeur, il commence la publication de Sorciers, trilogie fantasy à la chronologie complexe, transcription du jeu de rôle du même nom, inventé dans les années 1990 par son frère, l'auteur-compositeur-interprète Romain Watson. Anne-Clotilde Jammes, artiste lyonnaise, réalise les arcanes de tarots intégrés à chaque ouvrage. La trilogie, influencée par Alice au pays des merveilles de Lewis Carroll, Twin Peaks de David Lynch ou L'Homme qui rit de Victor Hugo, suit les aventures d'Ernest Villempré (prestidigiteur), sa fille Déa (âme réincarnée) et Kétinée Mountabila (envoûteuse vaudou), lorsqu'ils traversent différents mondes sorciers, à la recherche d'enfants disparus.
Depuis, Maxime Fontaine multiplie les projets et les collaborations : Pixel Planète, illustré par Anna Cattish aux éditions Auzou, Lizy Vaudou aux éditions Jungle sur des dessins de Robin Guillet, Chance et Celsius avec l'écrivaine Sophie Noël et l'illustratrice Yllya, ou encore Enquête de Haute Voltige chez Poulpe Fictions, en compagnie d'Anne-Marie Desplat-Duc.
À partir de 2023, il s'intéresse à Alexandre Dumas en réalisant deux projets centrés sur le personnage de Milady de Winter : la novélisation du film Les Trois Mousquetaires : Milady de Martin Bourboulon, et une trilogie de cosy mystery conçue avec Bertrand Puard : « les Enquêtes de Milady », au Fleuve Noir.
Maxime Fontaine est professeur des écoles et  dessinateur du blog de Bande dessinée « Chroniques d’une famille recomposée ».

## Publications

### Romans
Série "Les Enquêtes de Milady" / Maxime Fontaine et Bertrand Puard
1. Le Baiser de la Tulipe noire. Paris : Fleuve éditions, 11/2023, 301 p.  (ISBN 978-2-265-15783-5)
2. Les Crimes de l'horoscope. Paris : Fleuve éditions, 07/2024, 301 p.  (ISBN 978-2-265-15793-4)
3. Le Pinceau divinatoire. Paris : Fleuve éditions, 03/2025, 324 p.  (ISBN 978-2-265-15795-8)

### Romans jeunesse
- Mes vies à l'envers. Nantes : Gulf Stream, coll. "Échos", 05/2018, 347 p.  (ISBN 978-2-35488-612-7)
- Le Trio met le turbo / texte Sophie Noël, Maxime Fontaine ; ill. Yllya. Nantes : Gulf Stream, coll. "Romangas", 08/2022, 93 p.  (ISBN 978-2-38349-010-4)
- Enquête de Haute Voltige / texte Anne-Marie Desplat-Duc, Maxime Fontaine ; ill. Thuy-An Buis. Paris : Poulpe Fictions, 03/2023, 189 p.  (ISBN 978-2-37742-311-8)
- Chaman Urbex / ill. Timothy Hannem. Paris : Scrineo, coll. "Imaginaire", 04/2025, 232 p.  (ISBN 978-2-38167-206-9)

Série "Les Gardiens de Mallemonde, le cycle d'Ézoah" / Bertrand Ferrier, Maxime Fontaine
1. Ézoah. Paris : Intervista, coll. "Cinémascope", 11/2005, 378 p.  (ISBN 2-910753-33-6). Rééd. Pocket jeunesse n° 1937, 05/2008, 427 p.  (ISBN 978-2-266-17702-3). Médiaspaul-Libertad, coll. "Zincroyables", 09/2016, 462 p.  (ISBN 978-2-7122-1435-7)
2. Immemoria. Paris : Intervista, coll. "Cinémascope", 06/2006, 539 p.  (ISBN 2-910753-36-0). Rééd. Pocket jeunesse n° 1938, 05/2008, 615 p.  (ISBN 978-2-266-17703-0). Médiaspaul-Libertad, coll. "Zincroyables", 06/2017, 581 p.  (ISBN 978-2-7122-1454-8)
3. Ténébria. Paris : Intervista, coll. "Cinémascope", 11/2007, 483 p.  (ISBN 978-2-910753-58-0). Rééd. Médiaspaul-Libertad, coll. "Zincroyables", 05/2018, 486 p.  (ISBN 978-2-7122-1490-6)

Série "Les 100 visages de Soryan Nesh"
1. L'Affaire Torrène. Nantes : Gulf Stream, 02/2019, 203 p.  (ISBN 978-2-35488-678-3). Rééd. Paris : Éditions de Noyelles, 2021, 283 p.  (ISBN 978-2-298-16933-1)
2. La Malédiction Murillo. Nantes : Gulf Stream, 08/2019, 231 p.  (ISBN 978-2-35488-695-0). Rééd. Paris : Éditions de Noyelles, 2021, 227 p.  (ISBN 978-2-298-17148-8)
3. L'Âme de fond. Nantes : Gulf Stream, 01/2020, 245 p.  (ISBN 978-2-35488-766-7). Rééd. Paris : France loisirs, 2022, 247 p.  (ISBN 978-2-298-17519-6)
4. Danse macabre à Limerick. Nantes : Gulf Stream, 10/2020, 251 p.  (ISBN 978-2-35488-787-2)

Série "Une aventure de Faune et Flore" / texte Maxime Fontaine ; ill. Bergamote Trottemenu
1. Brouillard de suie. Bourron-Marlotte : Sabot rouge, coll. "Mes petits romans", 04/2021, 106 p.  (ISBN 978-2-490697-24-3)

Série "Chance et Celsius" / texte Sophie Noël, Maxime Fontaine ; ill. Yllya
1. Un petit frère venu de l'enfer !. Nantes : Gulf Stream, coll. "Romangas", 08/2021, 83 p.  (ISBN 978-2-35488-898-5)
2. La Fonte des classes. Nantes : Gulf Stream, coll. "Romangas", 08/2021, 90 p.  (ISBN 978-2-35488-899-2)
3. Le Défi de l'hypnojeu. Nantes : Gulf Stream, coll. "Romangas", 01/2022, 84 p.  (ISBN 978-2-35488-988-3)

Série "Pixel planète, le monde est devenu un jeu vidéo !" / texte Maxime Fontaine ; ill. Anna Cattish
1. Début de partie. Paris : Auzou, coll. "Éclair", 02/2022, 124 p.  (ISBN 979-10-395-0500-0)
2. Niveau galaxie. Paris : Auzou, coll. "Éclair", 06/2022, 124 p.  (ISBN 979-10-395-0831-5)

Série "Sorciers" / Maxime Fontaine & Romain Watson
1. Les Sources de l'ombre. Paris : Gulf Stream, 03/2022, 500 p.  (ISBN 978-2-35488-985-2)
2. Terres oubliées. Paris : Gulf Stream, 11/2022, 570 p.  (ISBN 978-2-38349-025-8)
3. L'Émeraude du temps. Paris : Gulf Stream, 08/2023, 586 p.  (ISBN 978-2-38349-130-9)

Série "Les Trois Mousquetaires" / scénario Matthieu Delaporte et Alexandre de la Patellière d'après Alexandre Dumas
1. D'Artagnan / novélisation Christine Féret-Fleury. Paris : Flammarion-Jeunesse, 03/2023, 235 p.  (ISBN 978-2-0804-1649-0)
2. Milady / novélisation Maxime Fontaine. Paris : Flammarion-Jeunesse, 11/2023, 237 p.  (ISBN 978-2-08-041650-6)

### Bandes dessinées
- Lizy Vaudou (vol. 1) : Le Fragment d'âme / scénario Maxime Fontaine ; dessin Robin Guillet. Paris : Jungle, 02/2023, 48 p.  (ISBN 978-2-8222-3666-9)
- L'Étrange Bureau des injustices (vol. 1) : La Chasse aux stryges / scénario Maxime Fontaine ; dessin Yllya. Paris : Jungle, 03/2024, 48 p.  (ISBN 978-2-8222-4134-2)
- L'Alchimiste (Vol. 3) : Les Géant de l'Atlantide / scénario Maxime Fontaine et Alessandro Barbucci d'après les personnages de Nicolas Beuglet ; dessin Alexandre Saint-Genez. Paris : Jungle, 10/2024, 48 p.  (ISBN 978-2-8222-4414-5)

## Prix littéraires
- 2024 : Prix des Embouquineurs, catégorie CM2,  pour Enquête de Haute Voltige avec Anne-Marie Desplat-Duc (Poulpe Fictions), décerné par les librairies du réseau Embouquineurs[7].
- 2025 : Prix Jeunesse Montesquieu pour Le Baiser de la Tulipe noire (Les Enquêtes de Milady tome 1) avec Bertrand Puard (Fleuve éditions), décerné par le Cercle des Amis de Montesquieu et les Collèges Montesquieu et Rambaud de La Brède[1].